# The Kids in the Hall

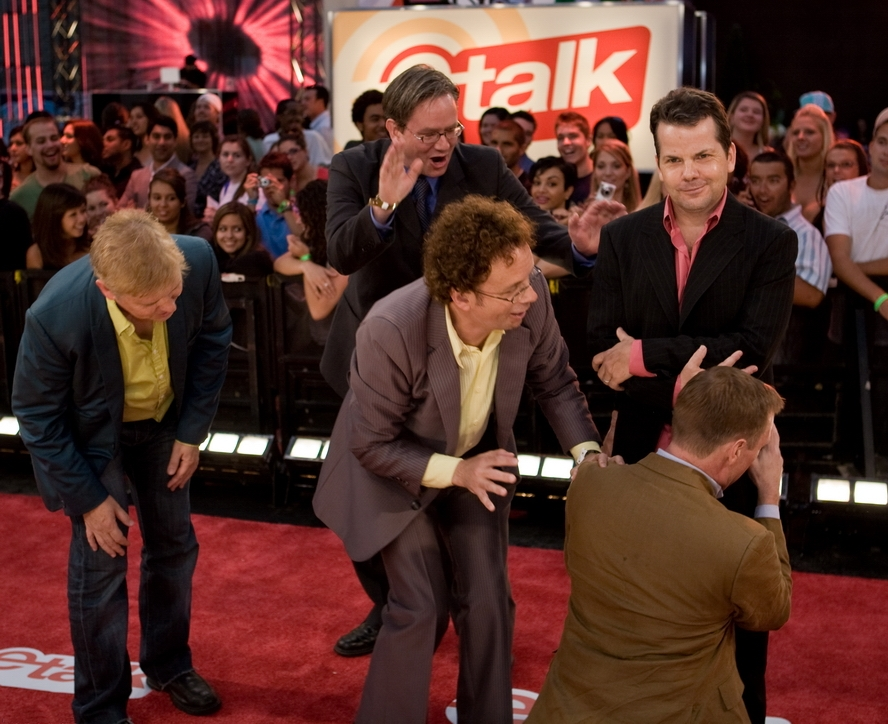
The Kids in the Hall, en 2008.

The Kids in the Hall, nacidos en un club de Toronto en 1984, y que posteriorme|nte saltó a la Canadian Broadcasting Corporation en 1989, fue un programa de televisión de viñetas cómicas.
Protagonizado por los actores Dave Foley, Kevin McDonald, Bruce McCulloch, Mark McKinney, y Scott Thompson, la serie fue emitida por la CBS desde el 18 de septiembre de 1992 hasta el 6 de enero de 1995. En Latinoamérica sus programas fueron emitidos por HBO Olé e I.Sat.
En 1993, el programa resultó ganador en el festival de televisión de Montreux.